# Henry Bérenger

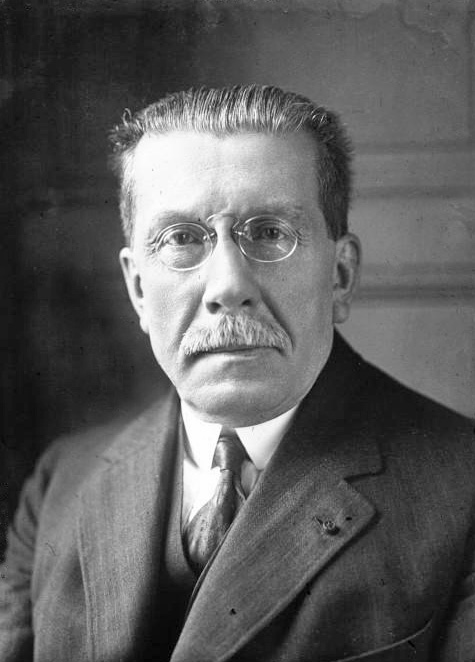

Henry Bérenger, född den 22 april 1867, död den 18 maj 1952, var en fransk politiker, diplomat och författare.
Från poesin med verk som L'âme moderne (1892) och romanprosan med verk som L'effort (1893) övergick Bérenger till ett sociologiskt författarskap, med arbeten som L'aristocratie intellectuelle (1895) och Les prolétaires intellectuels en France (1901). Han verkade samtidigt inom politiken och som diplomat och var 1926-27 Frankrikes ambassadör i USA.